# Vetero-cattolicesimo
(Un motto di Sant'Agostino, spesso usato in ambiente vetero-cattolico)
Il vetero-cattolicesimo è la dottrina cristiana professata dai cattolici che rifiutarono i dogmi imposti dalla Chiesa cattolica romana nel Concilio Vaticano I e precisamente si opposero alla proclamazione dei dogmi della giurisdizione universale del Papa e dell'infallibilità, promossi da papa Pio IX, e definiti dal Concilio Vaticano I con la costituzione dogmatica Pastor Aeternus.
Tali cristiani non avevano mai avuto in animo di fondare una nuova Chiesa: dinanzi alle scomuniche (poi ritirate), alcuni preferirono sopportare
, altri (ritenendole ingiuste) continuarono a vivere come Chiesa; naturalmente, dovettero nascere comunità alternative, che si riconoscono tuttora però all'interno dell'espressione cattolica del cristianesimo.
L'espressione "vecchi cattolici" o "vetero-cattolici" fu usata per la prima volta nel 1853, in riferimento ad alcuni cattolici di Utrecht che si rifiutarono di riconoscere la legittimità del nuovo arcivescovo nominato dal papa. Queste comunità aderiscono all'Unione di Utrecht delle Chiese vetero-cattoliche. In particolare la Chiesa Vetero-cattolica Italiana si è allontanata dall'Unione delle Chiese di Utrecht dopo l'accordo dell'Unione con la Chiesa anglicana e l'ordinazione delle donne anche nelle Chiese Vecchiocattoliche.

## Storia

### La Chiesa Vetero-Cattolica di Utrecht (1853)
La sede vescovile di Utrecht aveva goduto di particolare autonomia sin dalla fondazione. San Villibrordo (o Willibrord), consacrato arcivescovo dei Frisoni a Roma da papa Sergio I nel 696 con l'incarico di evangelizzare il nord dei Paesi Bassi, vi stabilì la sua sede.
Il vescovo Eriberto nel 1145, grazie all'appoggio dell'imperatore Corrado II, aveva ottenuto da Papa Eugenio III il privilegio per i vescovi di Utrecht di nominare i successori; il privilegio era stato confermato dal Concilio Lateranense IV del 1215.

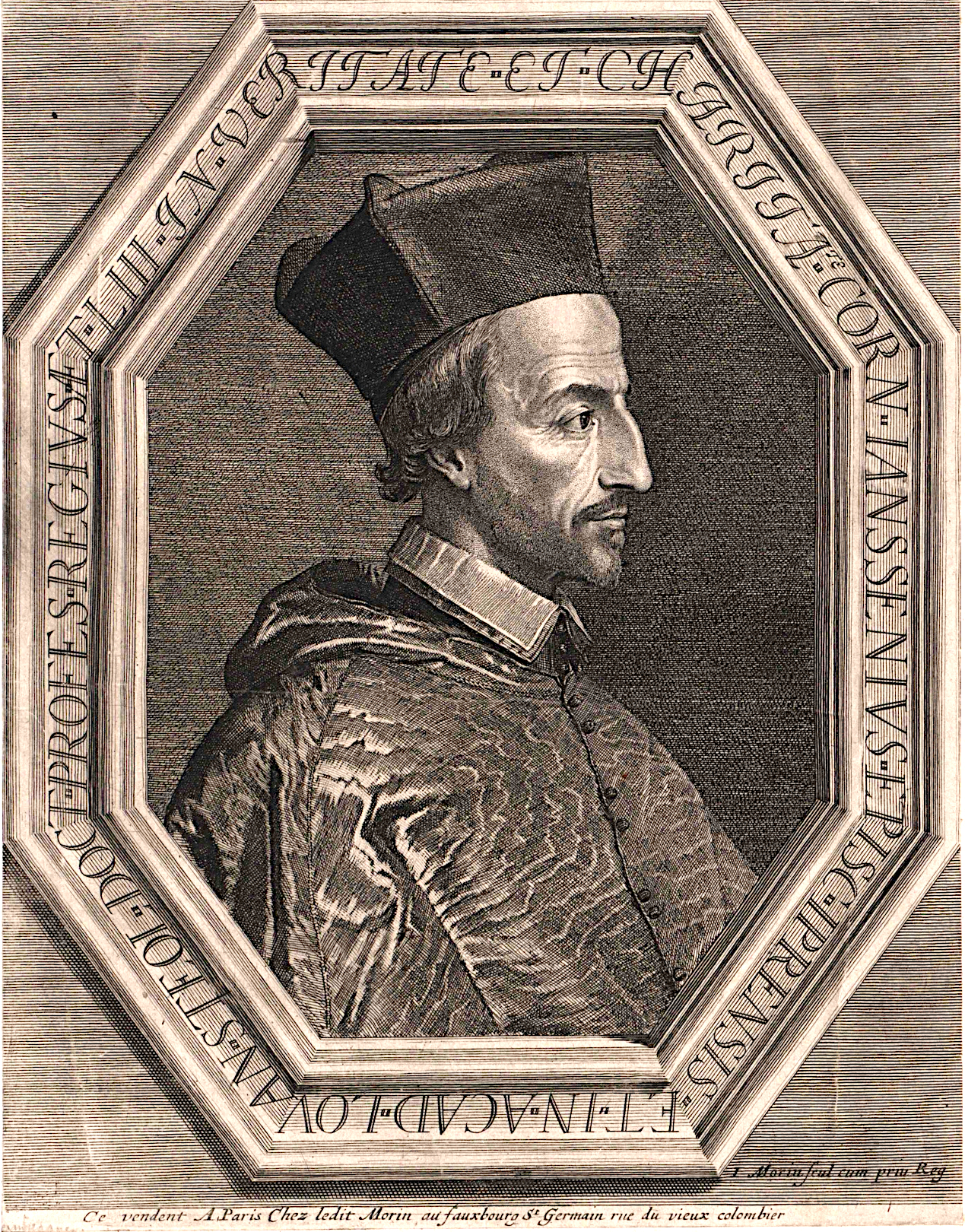
Cornelius Otto Jansen (Giansenio)

La Sede di Utrecht rimase comunque suffraganea della Sede metropolitana di Colonia fino all'elevazione di Utrecht a Sede metropolitana nel 1559 ad opera di papa Paolo IV e con la perdita del potere temporale, avvenuta sotto Carlo V (quando era stato ceduto all'Imperatore il vasto principato vescovile di Utrecht), e la nuova fisionomia di Utrecht ormai a capo di una nuova provincia ecclesiastica, la situazione medievale venne a cessare. Con l'affermazione del protestantesimo nei Paesi Bassi settentrionali non fu però più possibile dopo il 1592 avere arcivescovi e a capo della Chiesa fu posto poi il vicariato apostolico o Missione Olandese.
Nel 1691 papa Innocenzo XII, su proposta dei gesuiti, nominò una commissione cardinalizia per giudicare il vicario apostolico Petrus Codde, accusato di eresia per aver sostenuto i giansenisti. La commissione lo riconobbe colpevole e papa Clemente XI, nel 1701, lo dichiarò decaduto e nominò un sostituto.
Alcuni nederlandesi non riconobbero il nuovo vicario e continuarono a riconoscere l'autorità di Codde, che si dimise nel 1703 nominando e ordinando un successore che non fu riconosciuto dalla Santa Sede e dando vita ad uno scisma mentre il clero e i fedeli rimasti fedeli a Roma furono posti nel 1727 sotto la giurisdizione dei titolari della nunziatura apostolica nelle Fiandre (con sede a Bruxelles) che furono a capo della Missione Olandese fino al 1794.
Nel 1763 l'arcivescovo di Utrecht (non riconosciuto da Roma) Petrus Johannes Meindaerts cercò di raggiungere un accordo con la Santa Sede tramite il Sinodo di Utrecht che fu a un passo a risolvere lo scisma ma che alla fine non portò a niente.
Tra il 1808 e il 1814 non fu possibile avere un arcivescovo di Utrecht perché Luigi Bonaparte (fratello minore di Napoleone) proibì, come Re d'Olanda, di eleggere un nuovo titolare senza suo permesso, sembrò per poco che fosse possibile la riunione con la Santa Sede, ma subito dopo la caduta del regime napoleonico fu eletto un nuovo arcivescovo di Utrecht, sempre considerato scismatico perché eletto senza consenso della Santa Sede.
Solo nel 1853 papa Pio IX (con il breve Ex qua die) ripristinò per i Paesi Bassi in gran parte la provincia ecclesiastica di Utrecht, eretta nel 1559 da papa Paolo IV. Alcuni nederlandesi rimasero fedeli ai vecchi vescovi: si costituirono, quindi, in Chiesa vetero-cattolica o Chiesa dei vecchi cattolici, in opposizione a quei "cattolici nuovi" che avevano riconosciuto i nuovi vescovi di nomina papale.
Per il diritto canonico, la linea di successione apostolica della chiesa di Utrecht rimane valida ma non lecita, in quanto è previsto che per l'ordinazione di nuovi vescovi sia necessaria l'autorizzazione pontificia, che i vetero-cattolici non ottennero mai. La chiesa vetero-cattolica si pone quindi al di fuori della comunione della Chiesa Cattolica di Roma.

### Le conseguenze del Concilio Vaticano I
Nonostante le resistenze di alcuni autorevoli vescovi (Félix Dupanloup di Orléans, Josip Juraj Strossmayer di Đakovo), alcuni dei quali abbandonarono i lavori (quelli di Milano e Saint Louis-Missouri), il 18 luglio 1870 il Concilio Vaticano I definì il dogma dell'infallibilità papale per cui le decisioni solenni del pontefice in materia di fede e morale e proclamate ex cathedra sono da ritenersi infallibili. Venne inoltre ribadito il primato giurisdizionale del pontefice su ogni singola Chiesa diocesana e su ogni cristiano cattolico.
In alcuni Paesi germanofoni (Svizzera, Germania, Austria) le decisioni del Concilio Vaticano I trovarono oppositori che si definirono vecchi cattolici: il più illustre rappresentante di questo movimento di resistenza fu Johann Joseph Ignaz von Döllinger, sacerdote un tempo cattolico, che venne scomunicato nel 1871.
I vetero-cattolici organizzarono tra il 1871 e il 1873 tre incontri ecumenici internazionali (i congressi di Monaco di Baviera, Colonia e Costanza) per discutere sui provvedimenti da prendere: in questa fase furono gli arcivescovi vetero-cattolici di Utrecht a garantire l'assistenza spirituale a questo gruppo (ad esempio, nel 1872 l'arcivescovo di Utrecht cresimò i figli dei vetero-cattolici tedeschi a cui i vescovi cattolici avevano rifiutato questo sacramento). La rottura definitiva si ebbe nel 1873, quando i vetero-cattolici tedeschi (21 sacerdoti e 56 laici) elessero loro vescovo Joseph Hubert Reinkens, il quale ricevette l'ordinazione episcopale (Rotterdam, 11 agosto 1873) dal vescovo vetero-cattolico di Deventer Hermann Heykamp, della Chiesa di Utrecht: nacque così la Chiesa Vetero-Cattolica in Germania; a questa si aggiunse, nel 1876, la Chiesa Cattolica Cristiana, costituita dai vetero-cattolici svizzeri, il cui primo vescovo, Eduard Herzog, fu ordinato da Reinkens.
Il 24 settembre 1889 i cinque vescovi vetero-cattolici (Reinkens, Herzog e quelli di Utrecht, Deventer e Haarlem) si riunirono a Utrecht, si costituirono in conferenza episcopale e dichiararono la piena comunione tra le Chiese che rappresentavano e guidavano: formarono il primo nucleo dell'Unione di Utrecht, di cui oggi sono membri anche le Chiese vetero-cattoliche di Austria, Repubblica Ceca, Polonia, Croazia, Francia, Italia, Svezia, Danimarca e Canada (limitatamente alla Cattedrale di San Giovanni Battista di Toronto).
Nel 1875 Pio IX pubblicò l'enciclica Graves ac diuturnae sulla difficile situazione della Chiesa Cattolica in Svizzera, funestata dalla presenza dei vetero-cattolici, che il Papa chiamò «Figli delle tenebre», in cui condannava la dottrina vetero-cattolica.

### I vetero-cattolici oggi

Il simbolo che contraddistingue le Chiese vetero-cattoliche: il pesce e la croce, due dei più antichi simboli cristiani

È un'associazione di Chiese che si professano cattoliche, e che dal 1873 non dipendono giuridicamente dalla Chiesa cattolica romana né sono "in comunione con essa".
È nata con lo scopo di ritornare alla fede della Chiesa indivisa del primo millennio, abbandonando le innovazioni introdotte in seguito, e ritiene validi solo i primi sette Concili ecumenici (quelli celebrati tra il 325 e il 787) in quanto i successivi sono stati celebrati separatamente dalla Chiesa ortodossa e da quella cattolica romana: per quanto riguarda il Credo, ritiene che lo Spirito Santo procede solo da Dio Padre (ovvero, come le Chiese ortodosse, non condivide il concetto del Filioque, cioè che lo Spirito Santo proceda dal Padre e dal Figlio, che non corrisponde al Simbolo di Costantinopoli del 381, ma s'impose nel rito romano nell'XI secolo); riconosce come fonti della rivelazione sia la "Tradizione" che la "Bibbia" (compresi i libri deuterocanonici); respinge l'idea di tesoro a cui la Chiesa può attingere per la concessione delle indulgenze (di conseguenza, rifiuta anche queste ultime); anche la dottrina dell'aldilà è semplice, affermando che tutte le anime si purificano per la grazia di Cristo, negando così la necessità di un Purgatorio; rifiuta i dogmi mariani dell'Immacolata concezione e dell'Assunzione, in quanto da essa ritenuti in contraddizione con la tradizione della Chiesa dei primi secoli.
È una Chiesa apostolica: riconosce la successione apostolica e il primato onorifico del papa (in quanto vescovo di Roma e successore di San Pietro, il principe degli apostoli) ed è "con lui in unione di preghiera e di amore"; tuttavia non riconosce il dogma dell'infallibilità papale e non attribuisce al pontefice la giurisdizione universale sui vescovi; i vescovi vengono eletti da un sinodo composto sia da chierici che da laici; al sinodo spetta anche il diritto di vigilare sull'operato del vescovo e di decretarne i canoni. Non riconosce l'obbligo al celibato per il clero ed ammette, dal 1996, all'ordine (diaconale, presbiterale ed episcopale) anche le donne: questo ha portato alla scissione della Chiesa nazionale polacca negli Stati Uniti d'America dall'Unione e al suo riavvicinamento alla Sede apostolica romana.
Riconosce il numero e l'efficacia dei sacramenti: oltre alla confessione auricolare, permette il rito della confessione collettiva, durante la quale i fedeli, dopo aver confessato i peccati direttamente a Dio, ricevono l'assoluzione dal sacerdote; alla Eucaristia (che non spiega in termini di transustanziazione), celebrata sempre sotto le due specie, ammette tutti i battezzati delle varie Chiese cristiane; in base al permesso del vescovo, permette di celebrare un nuovo matrimonio in chiesa per i divorziati. Liturgia e paramenti sacri sono quasi identici a quelli della Chiesa cattolica romana.
È una Chiesa ecumenicamente aperta: è in piena comunione con la Chiesa filippina indipendente (dal 1948) e con la Comunione Anglicana (in virtù degli accordi di Bonn del 2 luglio 1931) ed è anche rappresentata alla Conferenza di Lambeth; nel 1975 ha anche avviato un proficuo dialogo con la Chiesa Ortodossa che ha portato alla pubblicazione, nel 1983, di dichiarazioni comuni in materia cristologica ed ecclesiologica.

### Chiese autocefale
Dell'Unione di Utrecht fanno attualmente parte:
- la Chiesa vetero-cattolica dei Paesi Bassi, il cui attuale arcivescovo è Bernd Wallet (Arcivescovo di Utrecht) che è anche di diritto presidente dell'Unione di Utrecht; questa Chiesa ha una seconda diocesi a Haarlem, retta dal Vescovo Dirk Schoon; un terzo incarico, puramente titolare, è quello di Vescovo di Deventer (l'ultimo a portare questo titolo è stato Antonius Jan Glazemaker, in seguito Arcivescovo di Utrecht).
- la Diocesi cattolica per i veterocattolici in Germania, il cui vescovo è Matthias Ring
- la Chiesa cattolica cristiana svizzera, il cui vescovo è Harald Rein
- la Chiesa vetero-cattolica d'Austria, il cui vescovo è Dr. Heinz Lederleitner
- la Chiesa vetero-cattolica della Repubblica ceca, il cui Vescovo è Pavel Benedikt Stránský
- la Chiesa polacco-cattolica, il cui vescovo presidente è Wiktor Wysoczański (Vescovo di Varsavia); a questa Chiesa fanno inoltre capo le diocesi di Cracovia-Częstochowa (attualmente vacante, amministrata da Antoni Norman in qualità di amministratore diocesano) e di Breslavia, il cui Vescovo emerito è Wiesław Skołucki e che attualmente è retta dal decano Stanisław Bosy.

### Chiese sotto la supervisione della Conferenza episcopale internazionale
Esistono poi alcune Chiese in formazione, che non hanno ancora un vescovo proprio e la cui amministrazione è affidata ad un vescovo di un'altra Chiesa. Queste sono:
- la Missione vetero-cattolica in Francia, dipendente dall'arcivescovo di Utrecht e affidata alla cura pastorale dell'arcivescovo emerito di Utrecht Joris Vercammen
- la Chiesa vetero-cattolica croata, dipendente dal vescovo emerito d'Austria
- la Delegazione dell'Unione di Utrecht in Slovacchia, dipendente dal vescovo della Repubblica Ceca

Pur essendo denominate ufficialmente come Chiese, queste non lo sono giuridicamente (rispondendo piuttosto alla definizione di "diaspora" o di "missione") secondo l'ecclesiologia vetero-cattolica, secondo cui "non c'è Chiesa senza vescovo e non c'è vescovo senza Chiesa".
Fino al maggio 2009 ha fatto parte dell'Unione anche la Chiesa polacco-cattolica del Canada, in seguito tornata in unione con la Chiesa cattolica nazionale polacca.
Alcuni vescovi dell'Unione hanno contribuito a porre le basi per la Chiesa vetero-cattolica in Ucraina, che però non fa parte dell'Unione stessa.
La Chiesa vetero-cattolica di Svezia e Danimarca, già dipendente dal vescovo di Haarlem (fino al 29 gennaio 2009 dal vescovo ceco), è tornata in seno alla Chiesa di Svezia in seguito all'accordo di piena comunione fra quest'ultima e l'Unione di Utrecht.

### Altre tradizioni
Al di fuori dell'Unione di Utrecht esistono molte Chiese che si rifanno al vetero-cattolicesimo o al cattolicesimo indipendente, con posizioni dottrinali e disciplinari molto variegate. Alcune di queste Chiese accettano la presenza del Filioque nel Simbolo niceno-costantinopolitano, altre sono non-filioquiste; alcune hanno un clero aperto a tutte le tendenze sessuali, altre sono su posizioni più conservatrici; alcune hanno clero maschile e femminile, altre soltanto maschile; alcune, pur non facendo parte dell'Unione di Utrecht, sottoscrivono integralmente il testo della Dichiarazione di Utrecht, altre no.
La principale Tradizione alternativa a quella ultraiectina è quella che si rifà alla Chiesa cattolica apostolica brasiliana, fondata nel 1945 da Carlos Duarte Costa (oggi venerato come santo dalla sua Chiesa come San Carlo del Brasile).
Altra importante aggregazione di Chiese vetero-cattoliche è il Consiglio Mondiale delle Chiese Cattoliche Nazionali (WCNCC). Di questa unione fanno parte:
- la Chiesa apostolica episcopale portoghese, il cui arcivescovo e primate è António José da Costa Raposo, patriarca del WCNCC
- la Chiesa vetero-cattolica in Slovacchia, il cui arcivescovo è Augustín Bačinský, attualmente segretario generale del WCNCC
- la Chiesa Apostolica Episcopale Cattolica - la branca ceca del Consiglio - il cui vescovo è Antonín Jelínek
- la Chiesa Cattolica Nazionale Canadese, il cui vescovo e primate è Ante Marian Nikolic
- la Chiesa Vetero-Cattolica d'Angola, il cui vescovo e primate è António Maria Sim bi Zati.

In Italia non sono sotto la giurisdizione dell'Unione di Utrecht le Parrocchie e Comunità che un tempo erano parte della missione utrechtina. Al termine della missione utrettina le Parrocchie e Comunità di Milano, Sabbioneta, Catania e Livorno si sono poste sotto la giurisdizione della Chiesa episcopale degli Stati Uniti d'America, mentre le Parrocchie e Comunità di Firenze, Perugia e Roma si sono poste sotto la giurisdizione della Chiesa d'Inghilterra. Tutte queste comunità mantengono la loro identità, ma sono sotto la giurisdizione delle suddette Chiese della Comunione Anglicana, così come le comunità vetero-cattoliche nate sul territorio italiano da allora come la Comunità di Randazzo, la Comunità di San Secondo Parmense e la Comunità di Reggio Emilia. La comunità di Bolzano è posta sotto la giurisdizione della Chiesa vetero-cattolica d'Austria, servita da un presbitero di Innsbruck e da Stefan Wedra, presidente della comunità; rimane quindi l'unica comunità del territorio italiano direttamente posta all'interno dell'Unione di Utrecht delle Chiese vetero-cattoliche. 
Attualmente in Italia esistono le seguenti Chiese vetero-cattoliche (non appartenenti all'Unione di Utrecht):
- la Chiesa vetero cattolica italiana, che ha la propria sede priorale a Roma;
- la Chiesa vecchio-cattolica in Italia, erede della concezione dell'Ortodossia Occidentale di mons. Antonio De Rosso ed aderente all'Unione di Scranton originatasi da una scissione dell'Unione di Utrecht. Questa giurisdizione, al pari della Chiesa cattolica nazionale polacca, della Nordic Catholic Church scandinava e delle altre Chiese dell'Unione di Scranton, mantiene un atteggiamento tradizionale e quindi ben distante da quello delle altre Chiese vetero-cattoliche, con cui peraltro non si considera in comunione, rifiutando i matrimoni tra persone dello stesso sesso e le ordinazioni femminili;
- la Chiesa cristiana cattolica indipendente con sede a Stresa (in precedenza chiamata Chiesa Vetero-Cattolica Indipendente in Europa) il cui vescovo è stato Giacomo Motta ,fino alla sua morte.
- la Chiesa Vetero-Cattolica Riformata, che ha sede episcopale a Torino e il cui arcivescovo primate è Stefano. Costituita dalla Diocesi Italiana, dalla Diocesi Inglese e dalle Missioni in Spagna, Canada e Stati Uniti.

## Dottrina
La Chiesa Vetero-Cattolica crede nelle Sacre Scritture, contenute sia nell'Antico che nel Nuovo Testamento, come norme ultime della fede e della vita cristiana. Crede in Dio Padre e in Gesù Cristo, suo figlio, Dio fatto carne, nella sua opera di redenzione e nel suo ritorno alla fine dei tempi.

## Confronto con i Cattolici Romani e con i Protestanti
|                         | Vetero-Cattolici | Cattolici Romani | Protestanti |
| ----------------------- | --- | --- | --- |
| Fonte della Rivelazione | Sacre Scritture e Tradizione Apostolica primitiva | Sacre Scritture e Tradizione Apostolica mantenuta fino ad oggi dal Magistero infallibile | Solo le Sacre Scritture |
| Sacre Scritture         | Testo della Rivelazione scritto da umani sotto ispirazione dello Spirito Santo e custodita dalla Chiesa, attraverso la quale lo Spirito Santo ci parla nella sua lingua | Testo della Rivelazione scritto da umani sotto ispirazione dello Spirito Santo, custodita e man mano esplicitata dalla Chiesa. | Testo della Rivelazione scritto da umani sotto ispirazione dello Spirito Santo, |
| Tradizione              | La tradizione dottrinale della Chiesa spiega le Sacre Scritture. È incompleta in ciò che contiene. Attraverso la Tradizione, la Chiesa ci parla e continua ad essere la Madre dei fedeli. E per questo motivo essa limita gli errori (Attraverso la Tradizione si è in grado di comprendere il linguaggio della Chiesa che offre nel tempo la Buona Novella e i Sacramenti.) | La Tradizione dottrinale spiega la Sacra Scrittura, la completa e la continua sotto l'influsso dello Spirito Santo. Questo è il motivo per cui la Sacra Scrittura e la Tradizione devono essere ricevute con lo stesso rispetto profondo. | La Tradizione della Chiesa è puramente umana. Si può ascoltare, ma non è obbligatorio seguirla. |
| Magistero della Chiesa  | La Chiesa esercita il suo Magistero supremo nei concili generali. E mostra una via obbligatoria della fede Cristiana, partendo dalla Sacra Scrittura e dalla primitiva Tradizione Apostolica. La comunione dei vescovi deve curarsi che vengano tenute le basi della fede. | Il Magistero supremo è l'esercizio del Papa in quanto capo supremo della Chiesa e segno della sua unità, e dal Collegio Episcopale in comunione con il Romano Pontefice. Le loro decisioni sulla fede e sulla morale Cristiana sono infallibili, partendo dalla Sacra Scrittura e dalla Tradizione, e devono essere ricevute dai fedeli con l'ossequio della fede. | Si basa sulle confessioni di fede, come la Confessione di Augusta, il Catechismo di Heidelberg e le Confessiones Helveticae, che stabiliscono i principi della Sacra Scrittura e della giustificazione per Fede. |
| La Chiesa               | La Chiesa è la Comunità—visibile e invisibile—dei fedeli battezzati che, sotto la sovranità di Cristo, sono salvati e santificati dalla Sua Grazia e loro rimangono attaccati con fede agli insegnamenti apostolici in materia di dottrina, legge, e culto. | La Chiesa è la comunione visibile degli uomini che sono uniti dalla confessione della stessa Fede, e dalla partecipazione agli stessi Sacramenti sono il comando del legittimo pastore, il Papa di Roma. | La Chiesa è la comunità dei veri fedeli raggruppati sotto un Capo invisibile, Gesù Cristo, e viene proclamata la sua purezza evangelica e vengono amministrati i Sacramenti secondo la volontà di Cristo. |
| Il Ministero            | a) La Chiesa è in grado di svolgere la sua missione. Cristo stesso ha affidato il ministero ai Suoi Apostoli. Si tratta di un diritto divino. Il ministero viene trasmesso con l'imposizione delle mani e con l'invocazione dello Spirito Santo. Invece i laici sono parte di un sacerdozio generale ricevuto attraverso il Battesimo e la Confermazione. b) Il ministero ha tre ordini: diaconato, presbiterato ed episcopato. Alla luce della unità e dell'Universalità della Chiesa, i vescovi trasmettono il ministero (Successione apostolica). | a) La Chiesa è in grado di svolgere la sua missione. Cristo stesso ha affidato il ministero ai Suoi Apostoli. Si tratta di un diritto divino. Il ministero viene trasmesso con l'imposizione delle mani e con l'invocazione dello Spirito Santo. Invece i laici sono parte di un sacerdozio generale ricevuto attraverso il Battesimo e la Confermazione. b) Il ministero ha tre ordini: diaconato, presbiterato ed episcopato. Alla luce della unità e dell'Universalità della Chiesa, i vescovi trasmettono il ministero (Successione apostolica). | L'imposizione delle mani non è la trasmissione del sacerdozio. Non è un segno con cui si riceve il dono dello Spirito Santo alla luce del ministero o con cui si installa qualcuno all'interno del servizio della Chiesa. Altri: il ministero è un'istituzione umana che deve compiere la missione divina. b) Il ministero si riduce ai membri della Chiesa. L'episcopato non ha alcun valore. In virtù del sacerdozio universale, un credente è autorizzato a proclamare la Chiesa e amministrare i sacramenti. |
| Il Papa                 | Il Papa è un primus inter pares tra i Vescovi e ha un primato onorifico conferito dalla Chiesa e considerato come un diritto ecclesiastico. | Il papato è basato sulla sua istituzione da parte di Cristo e sul suo Diritto Divino. Essendo il successore dell'Apostolo Pietro, il Papa esercita su tutta la Chiesa un'autorità universale e infallibile nella dottrina quando parla ex chatedra. | Il papato è respinto in qualsiasi forma. Da alcune denominazioni è considerato semplicemente come un'autorità spirituale. |
| Salvezza                | Il sacrificio di Cristo e la Sua Risurrezione sono la nostra liberazione da tutti gli errori e la nostra possibilità di riconciliarci con Dio. Noi siamo assolti e salvati attraverso la stessa Chiesa. Dopo essere stati salvati, attraverso lo Spirito Santo, noi siamo santificati. La salvezza avviene mediante la fede, che si manifesta nell'amore. Nel Giudizio Universale saremo giudicati sulla base della sola giustificazione. | Sulla base degli infiniti meriti che Gesù Cristo acquistò per noi attraverso il suo sacrificio, l'Altissimo li rende efficaci per noi, che siamo alimentati dalla sua giustizia, che ha valore agli occhi di Dio. | Sulla base del sacrificio di Cristo, Dio ci libera da ogni errore. Le nostre vite sono peccaminose, ma la giustizia che Cristo ha acquistato per noi è attribuita a noi da Dio. Noi siamo salvati solo dalla fede nella morte espiatoria di Cristo. La nostra santità consiste manifestando negli occhi del mondo i segni della nostra salvezza attraverso l'obbedienza e le nostre buone opere, nonché la grazia data da Dio.                                                                                   |
| Venerazione dei Santi   | Tutti i membri della Chiesa sono santi per la grazia di Cristo. Coloro che si sono distinti e hanno raggiunto la perfezione, sono venerati dalla Chiesa, si celebra la loro memoria, e si ricorre a loro per la loro intercessione. | Tutti i membri della Chiesa sono santi per la grazia di Cristo. Coloro che si sono distinti e hanno raggiunto la perfezione, sono venerati dalla Chiesa, si celebra la loro memoria, e si ricorre a loro per la loro intercessione. | La venerazione dei Santi è rigettata. |
| Maria                   | È professata la dottrina proclamata dai Concili Ecumenici, e anche il terzo Concilio Ecumenico, che proclamò Maria Madre di Dio. Può essere venerata (non adorata) e amata. | Come i vetero-cattolici, più i dogmi dell'Immacolata Concezione e dell'Assunzione di Maria. | Viene riconosciuta come madre di Dio, ma non viene venerata |
| Sacramenti              | Un sacramento è un segno visibile istituito da Dio, il cui segno è legato alla Grazia invisibile. Solo la fede provoca la grazia del sacramento per essere efficace. | Come i vetero-cattolici, solo che essi provocano la Grazia invisibile per la propria virtù (ex opere operato) nei fedeli che non la ostacolano. | L'azione dei Sacramenti è determinata solo dalla fede di chi lo riceve. |
| Nome dei Sacramenti     | Battesimo, Eucaristia, Cresima, Penitenza, Unzione degli infermi, Matrimonio, Ordine sacro. | Battesimo, Eucaristia, Cresima, Penitenza, Unzione degli infermi, Matrimonio, Ordine sacro. | Battesimo ed Eucaristia |
| Battesimo               | Il Battesimo è il sacramento che trasmette la morte redentrice di Cristo per la remissione dei peccati e per una nuova nascita nello Spirito Santo. | Il Battesimo è il sacramento che trasmette la morte redentrice di Cristo per la remissione dei peccati e per una nuova nascita nello Spirito Santo. | Il battesimo è un segno istituito da Cristo, un segno attraverso il quale coloro che credono ricevono la certezza del perdono e della vita nuova. |
| Eucaristia              | a) L'Eucaristia è un pasto sacro attraverso il quale l'unico sacrificio di Cristo viene rappresentato e portato nel presente. I fedeli che ricevono questo sacramento partecipano al Corpo e Sangue di Cristo. b) Per quanto riguarda le specie eucaristiche, Cristo è totalmente presente al tempo stesso con il suo Corpo e il suo Sangue (Presenza Reale). La persona che riceve l'Eucaristia con fede entra in comunione di vita con Cristo e con tutti coloro che sono redenti.                                                                 | L'Eucaristia è un sacrificio di espiazione attraverso il quale la morte di Cristo in croce si rinnova in modo incruento. Questo sacrificio è offerto a Dio dal sacerdote per ottenere il proprio perdono per i vivi e morti. b) La modalità è la stessa sostenuta dai vetero-cattolici, solo che il pane e il vino sono cambiati nella sostanza del Corpo e del Sangue di Cristo (Transustanziazione). | L'Eucaristia è il memoriale dell'unico sacrificio di Cristo attraverso il quale siamo stati salvati. Per molte denominazioni è Cristo è presente solo spiritualmente, per altri consustanzialmente. |
| Penitenza               | La penitenza è il sacramento attraverso il quale coloro che hanno fede e desiderio di pentirsi ricevono il perdono per tutti i peccati commessi dopo il loro Battesimo. Questo sacramento viene somministrato sotto forma di confessione generale collettiva o in confessione privata in presenza di un prete. | Come i vetero-cattolici, ma la confessione di alcuni gravi peccati deve essere fatta in presenza di un prete per ricevere il sacramento, e la confessione auricolare è obbligatoria. | È praticata come un rito da alcune denominazioni. |
| Giudizio Finale         | I morti entrano uno stato intermedio in cui la grazia di Cristo li purifica. La prescienza del futuro produce tra coloro che hanno vissuto nella fede e nell'obbedienza uno stato di felicità e di pace, tra gli altri, uno stato di paura e terrore. Cristo che deve venire alla fine del tempo darà il giudizio finale per i vivi e i morti. Coloro che il Signore chiama alla eterna felicità passeranno al Regno di Dio. L'impenitente si trasformerà completamente per l'istituzione del Regno.                                                 | Subito dopo la morte, le anime dei peccatori impenitenti entrano in uno stato di totale assenza di Dio e infelicità (Inferno). Altri, prima di essere ammessi in Paradiso, vanno in Purgatorio dove sono purificati dalla punizione a causa dei loro peccati. Solo gli Eletti (Santi e Martiri) vanno direttamente in Paradiso. Poi, alla Risurrezione generale, le anime dei morti si riuniscono con i loro corpi e il Regno di Dio sarà compiuto.                                                                                                  | Non c'è nessun stato intermedio. Le anime dei fedeli entrano direttamente in Paradiso per la Grazia di Dio. I peccatori impenitenti sono messi da parte per il giudizio. Il ritorno di Cristo introduce il Regno dalla sua realizzazione, questa sarà la costituzione del Regno dello Spirito. |